# Gérard Calvet

Znak Gérarda Calveta

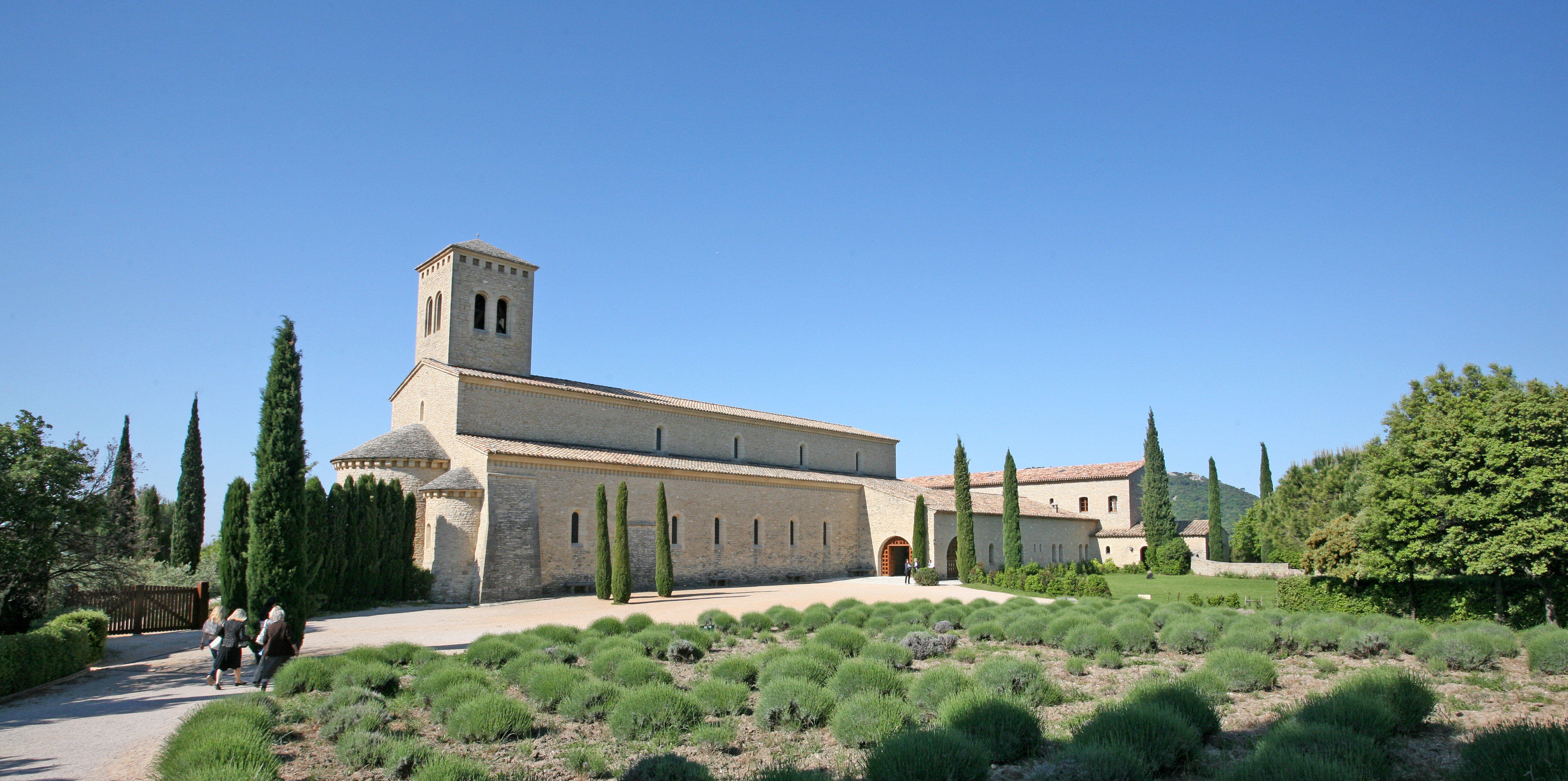
Opatství Sainte-Madelaine du Barroux

Dom Gérard Calvet, OSB (18. listopadu 1927 Bordeaux – 28. února 2008 převorství Sainte-Marie de La Garde) byl francouzský benediktinský kněz, zakladatel a první opat (1989–2003) benediktinského opatství Sainte-Madeleine du Barroux, ve kterém se udržuje tradiční ritus.
V roce 1994 byl zatčen a později odsouzen k podmínečnému trestu za účast a vedení blokování potratové kliniky. V roce 2002 založil převorství Sainte-Marie de La Garde.